# Comté d'Alger
Pour les articles homonymes, voir Alger (homonymie).
Le comté d'Alger (Alger County en anglais) est situé dans le centre de la péninsule supérieure de l'État du Michigan, sur la rive du lac Supérieur. Son siège est à la ville de Munising. Au recensement de 2000, sa population était de 9 862 habitants.

## Géographie
Le comté a une superficie de 13 077 km2, dont 2 377 km2 en surfaces terrestres. Le Pictured Rocks National Lakeshore, une région de falaises colorées sur les rivages du lac Supérieur, se trouve dans le comté.

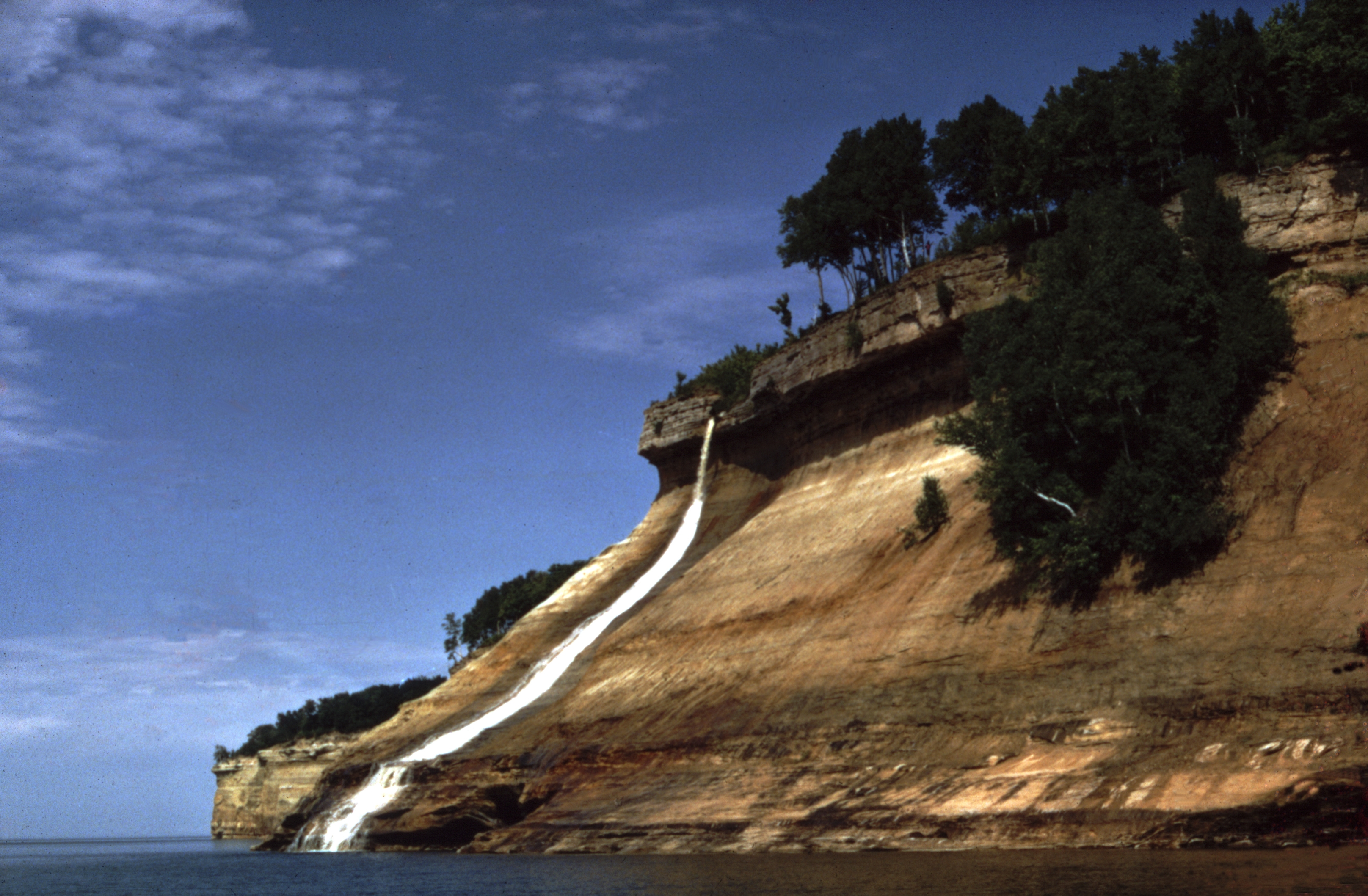
Les chutes Bridalveil (« voile de la mariée ») se jettent dans le lac Supérieur.
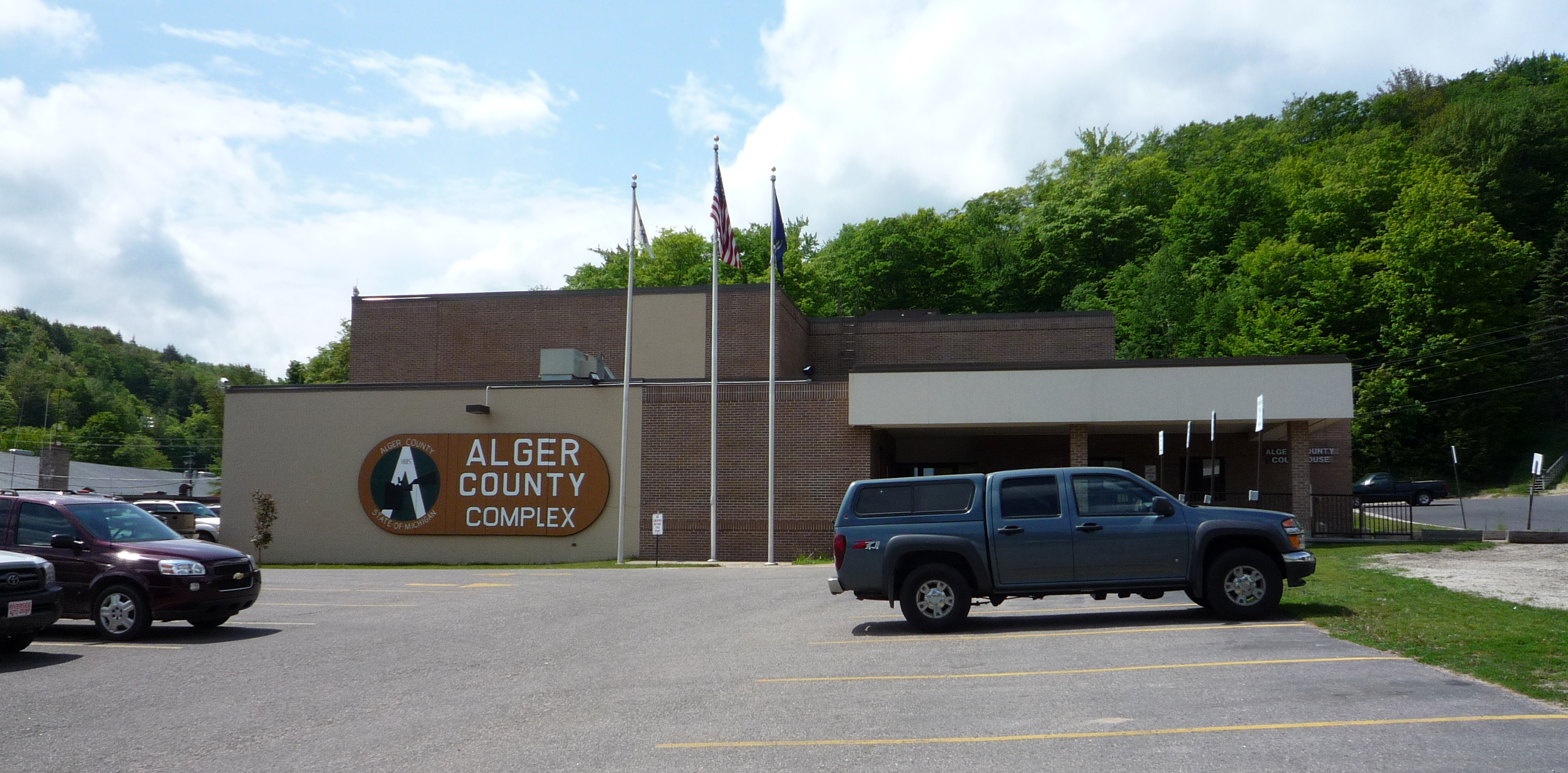
Alger County Courthouse Complex
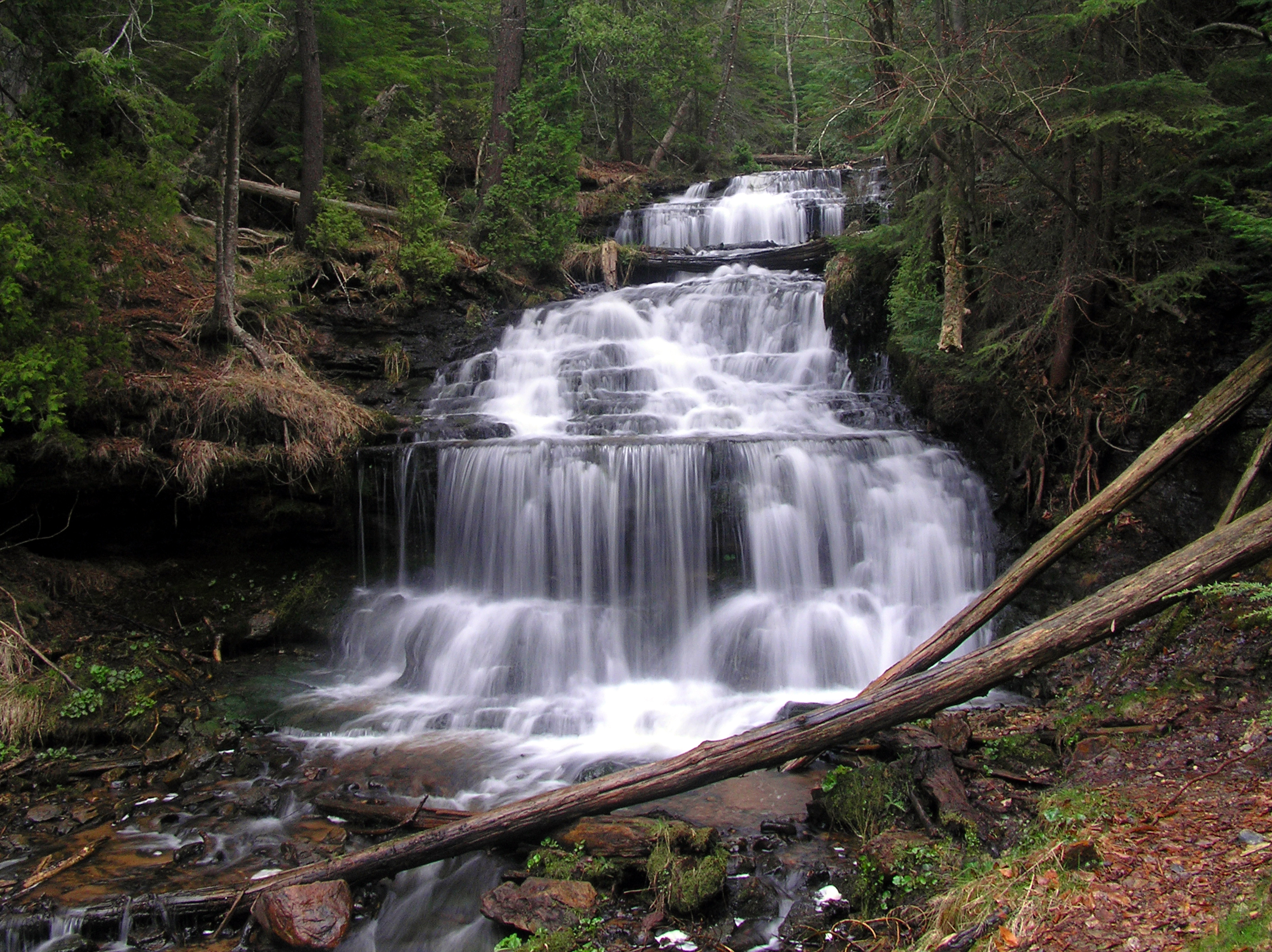
Les chutes Wagner.

### Comtés adjacents
- Comté de Luce (est)
- Comté de Schoolcraft (sud-est)
- Comté de Delta (sud)
- Comté de Marquette (ouest)